# 214432 Belprahon
214432 Belprahon este o planetă minoră (asteroid) din Outer Main Belt⁠(d). A fost descoperită pe 29 august 2005 la Vicques⁠(d) de Michel Ory⁠(d) și a fost numită după Belprahon⁠(d). 
Obiectul prezintă o orbită caracterizată de o semiaxă mare de 3,229566668353 UAi, o excentricitate de 0,13521709202979, o înclinație de 5,118124939523 ° în raport cu ecliptica.